# Nimetönsaari (ö i Kajanaland)
Nimetönsaari är en ö i Finland. Den ligger i sjön Kotajärvi och i kommunen Kuhmo i den ekonomiska regionen  Kehys-Kainuu  och landskapet Kajanaland, i den centrala delen av landet, 500 km norr om huvudstaden Helsingfors. Öns area är 0,6 hektar och dess största längd är 170 meter i öst-västlig riktning.